# Benguelastrom

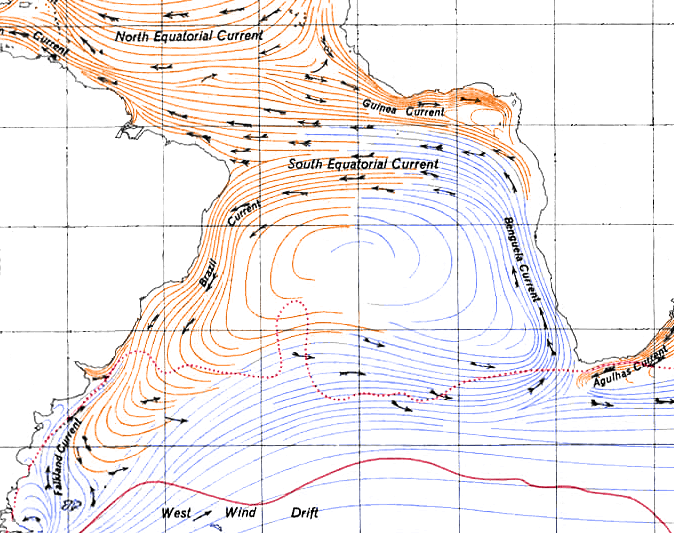
Der Benguelastrom in einer Strömungskarte des Atlantiks (rechts, blau)

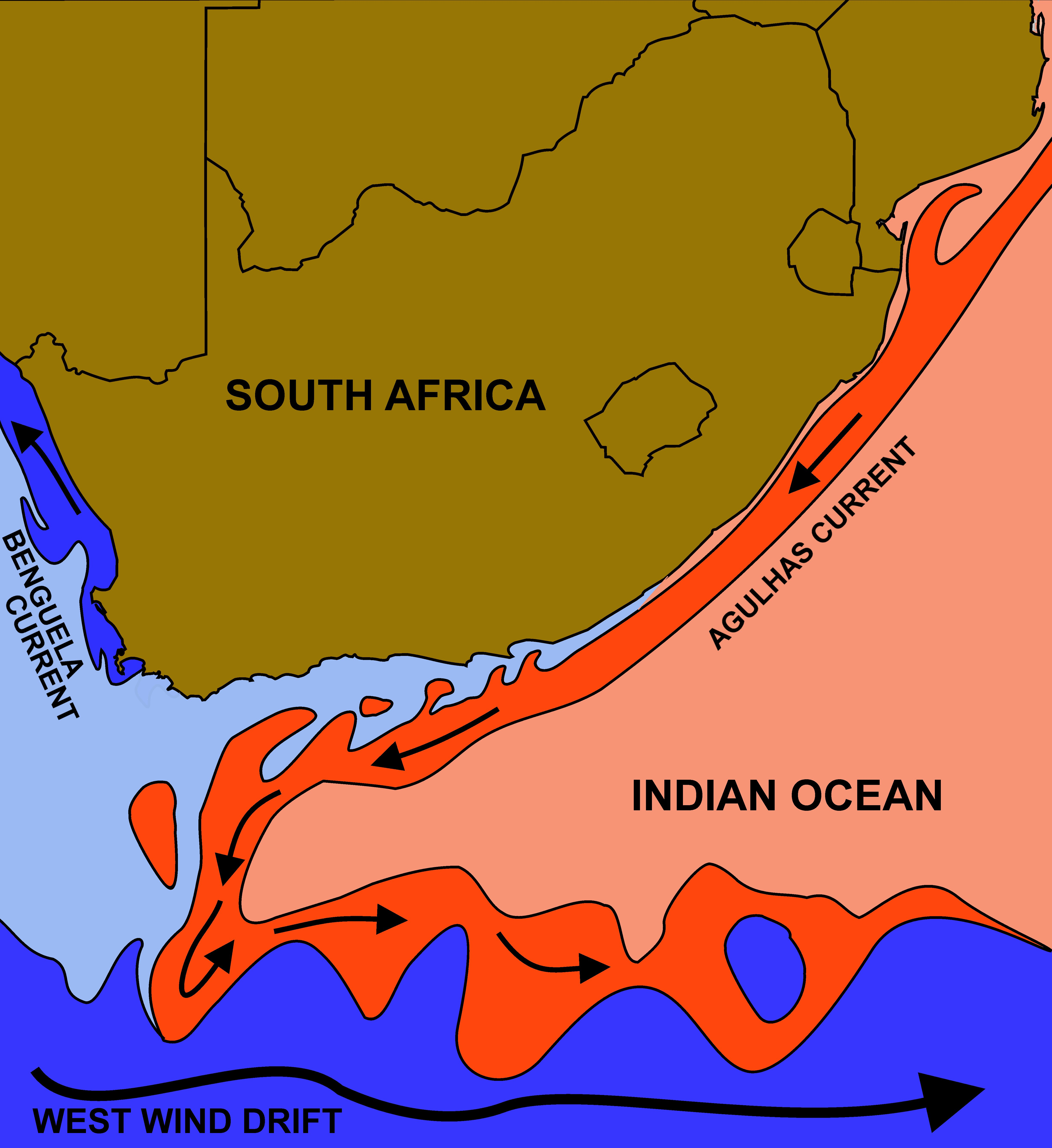
Benguela- und Agulhas-Strömungen an der Südspitze Afrikas

Der Benguelastrom (englisch Benguela Current) ist eine aus antarktischen Gewässern gespeiste kalte Meeresströmung im Südatlantik, die vom Kap der Guten Hoffnung nordwärts bis zum Äquator fließt. Die Abkühlung der Lufttemperatur durch den Benguelastrom verhindert über dem Meer die Bildung aufsteigender, feuchterer Luftmassen und führt zu ablandiger Windströmung, die durch den stetigen Südwestwind eine Ablenkung erfährt. Der Benguelastrom ist deshalb eine Hauptursache für das Entstehen der Namib und des bestehenden ariden Klimas Namibias, mit niedrigen Niederschlägen. Gleichzeitig ist der Benguelastrom aber sehr sauerstoff- und daher auch zooplanktonreich, weshalb vermehrt Fischschwärme dorthin angezogen werden.
Gespeist wird der Benguelastrom aus Teilen des warmen Agulhasstroms, der die südostafrikanische Küste in südwestliche Richtung entlang fließt, und Teilen des kühlen Antarktischen Zirkumpolarstroms. In Höhe des Äquators geht der Benguelastrom in den atlantischen Südäquatorialstrom über, der mit seinem warmen Wasser wiederum den Golfstrom und den Brasilstrom speist. Als Gegenströmung bildet sich der ostwärts gerichtete Guineastrom aus.
Das marine Ökosystem des Benguelastroms steht seit Ende Oktober 2016 auf der Tentativliste Namibias zur Ernennung als namibisches Welterbe.